# Carl Zehr

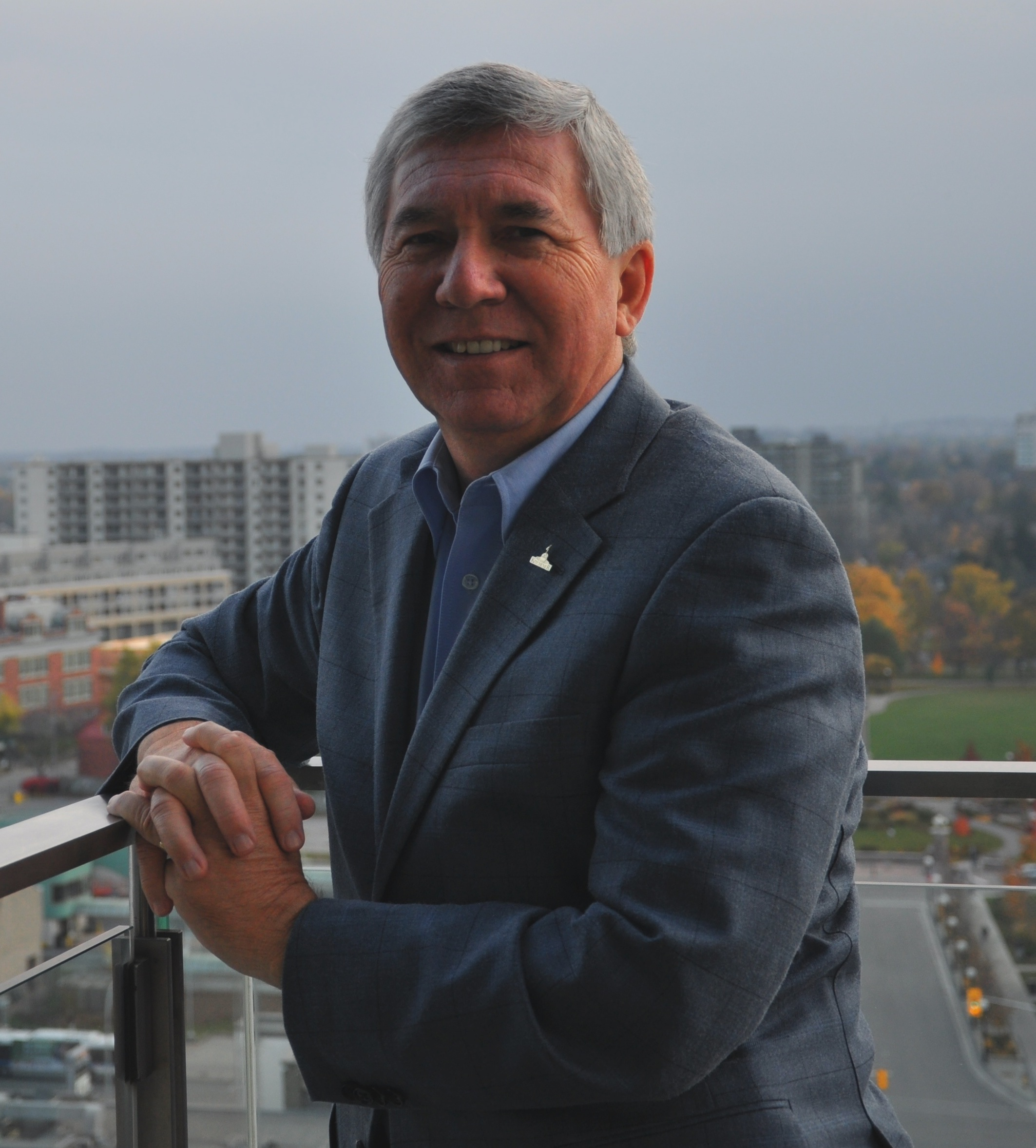
Carl Zehr

Carl Zehr (* 1945 in Baden, Ontario) ist ehemaliger Bürgermeister der Stadt Kitchener in der kanadischen Provinz Ontario, die bis 1916 den Namen Berlin trug. Zehr trat im Februar 2014 nach 17 Jahren Amtszeit von seinem Posten zurück. Sein Nachfolger wurde der Kroate Berry Vrbanovic, der bisher Mitglied des Rates der Stadt war.
Zehr ist verheiratet, hat zwei erwachsene Kinder und vier Enkelkinder.

## Berufsweg
Nach dem Besuch des Mennoniten-Kollegs in Kitchener und der Distrikthochschule Waterloo-Oxford erhielt er 1972 die Zulassung als Rechnungsprüfer (CGA). In dieser Funktion war er u. a. bei Mercedes Developments, im Hospital Kitchener-Waterloo sowie an der University of Waterloo tätig. 1981–1988 war er Partner der Kanzlei "Mercer, Hildebrand and Zehr".

## Politische Karriere
1985–1994 war er Stadtrat von Kitchener. 1988–1994 war er zugleich Regionalrat von Waterloo. 
1990 kandidierte Zehr für die Ontario Liberal Party in Kitchener-Wilmot bei den Provinzwahlen, unterlag jedoch dem Kandidaten der Ontario New Democratic Party, Mike Cooper. 
Seit 1997 war er Bürgermeister von Kitchener; viermal wurde er wiedergewählt. Damit ist er der am längsten amtierende Bürgermeister und einer der am längsten dienenden Stadtoberhäupter Kanadas.
Als Bürgermeister sorgte er für die Verbesserung der Infrastruktur der Stadt und der Lebensqualität ihrer Bewohner durch kommunale Einrichtungen, Gesundheits- und Erholungszentren, Umweltprojekte sowie durch Förderung von Kunst und Kultur. Kitchener ist über Kanadas Grenzen hinaus berühmt für sein alljährliches Oktoberfest, dem zweitgrößten nach München.

## Ehrungen
Für seine Tätigkeit als Bürgermeister sowie für seine karitative Betätigung erhielt Zehr zahlreiche Auszeichnungen.

## Mitgliedschaften
Zehr ist Mitglied in mehreren Aufsichtsräten, so der Wasserversorgungsgesellschaft Kitchener Hydro, der Universität Waterloo und der Wohnungsbaugesellschaft Kitchener Housing Inc.  